# 金帶細鰺
金帶細鰺（学名：Selaroides leptolepis），又稱木葉鰺，俗名為目孔，為輻鰭魚綱鱸形目鱸亞目鰺科的其中一個種。

## 命名及分類
本種首先由著名的法國博物學家Georges Cuvier在1833年根據從印度尼西亞爪哇海域採集的全息標本進行科學描述。他將這種物種命名為Caranx leptolepis，具有源自希臘語的特定加詞，意為「薄鱗片」，1851年，荷蘭魚類學家Pieter Bleeker重新檢查了這一物種並得出結論，將其歸類Selaroides屬，後來將該物種重新分類至新屬Leptaspis，但沒有說明任何改變原因。1883年至1877年間，該物種又被重新描述了三次，所有這些名稱也被認為是初級同義詞。

## 分布
本魚分布於印度西太平洋區，包括馬爾地夫、印度、斯里蘭卡、安達曼群島、台灣、琉球群島、印尼、菲律賓、新幾內亞、澳洲北部、越南、中國南海、泰國、馬來西亞等海域。

## 深度
水深1至25公尺。

## 特徵
本魚體側扁，呈長橢圓形，體長為頭長的4.2倍左右，體高略大於頭長，全身呈淺藍色，腹部較淡且帶銀白色。由眼後開始直達尾柄部有黃色縱帶一條。胸鰭基底上方，鰓蓋外緣有一明顯黑斑。胸鰭甚長，向後可達背鰭較長鰭條下方。側線直走部全被稜鱗。上頜和嘴沒有任何牙齒，而下頜有一系列精細的絨毛狀牙齒。第一背鰭有硬棘1+8枚，第二背鰭有硬棘1枚、軟條24至25枚；臀鰭有硬棘2枚、軟條20至22枚；稜鱗數目約29枚。體長可達18公分。

## 生態
本魚喜好熱帶海域高水溫、高鹽分的澄清海水，屬於外洋性魚類，棲息在大陸棚附近的海域，成群活動，以各種甲殼類動物和其他小型無脊椎動物，其精確飲食在空間和時間上都有所不同。在澳大利亞北部，最常見的獵物是介形蟲、腹足類動物和磷蝦。在印度其獵物更加多樣化，包括甲殼類動物，特別是十足類和橈足類構成了飲食的主要部分。繁殖期約在7月至隔年3月，雌魚每年只產卵1次。在繁殖期間，雄性與雌性的比例接近於1：1，但在一年中的其他時間因地點而異，通常雌魚數量較為多。

## 經濟利用
是具有商業價值的食用魚，在1990年至2010年期間，糧農組織報告的全球捕撈量在11萬3,000至19萬5,000噸之間，並且捕撈量增加的趨勢一致。這些統計數據僅包括印度尼西亞、馬來西亞和阿拉伯聯合大公國，故真正的捕撈規模更高。在向糧農組織報告漁獲量的國家中，印度尼西亞的數量最多，2000年至2010年期間每年報告的數量為12萬9,000噸至18萬0,000噸，主要採用拖網捕撈，但也可以通過刺網、袋網、圍網或環網以及推網捕獲。通常以生鮮、醃製或曬乾販售，亦可製成魚油及魚粉。